# Paederinae

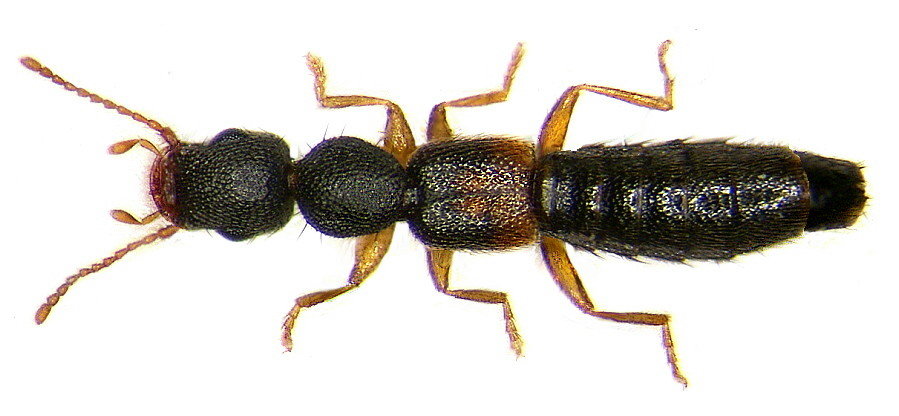
Astenus gracilis

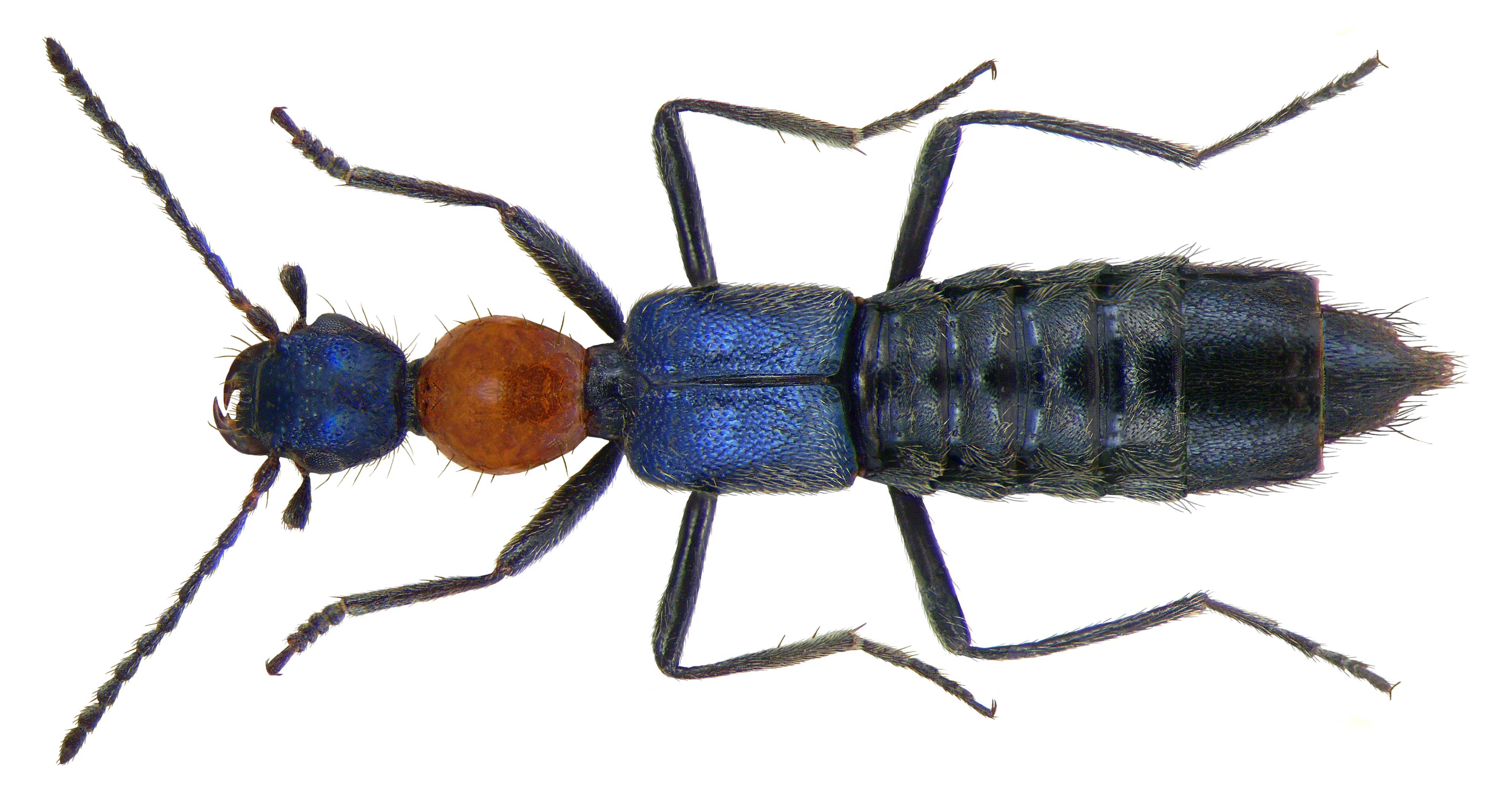
Paederidus ruficollis

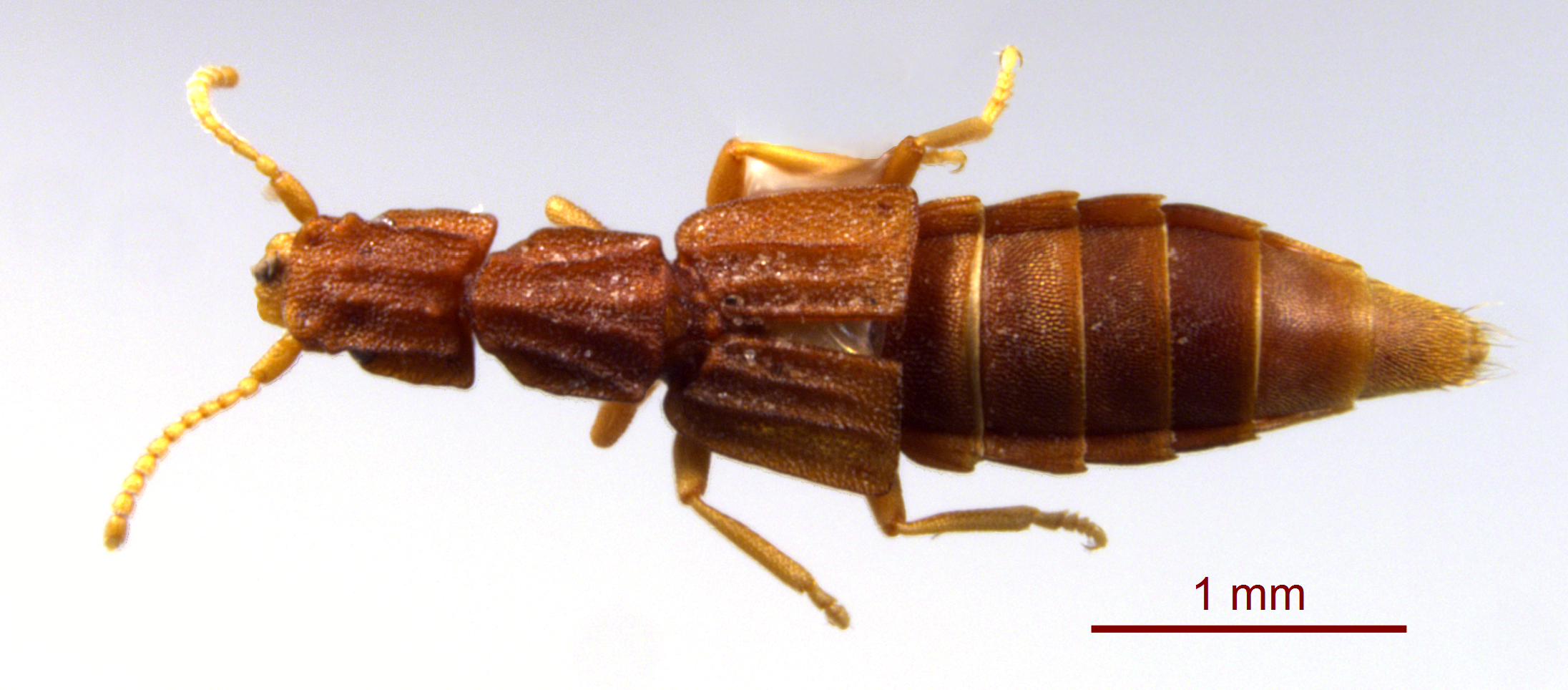
Myrmecosaurus ferrugineus

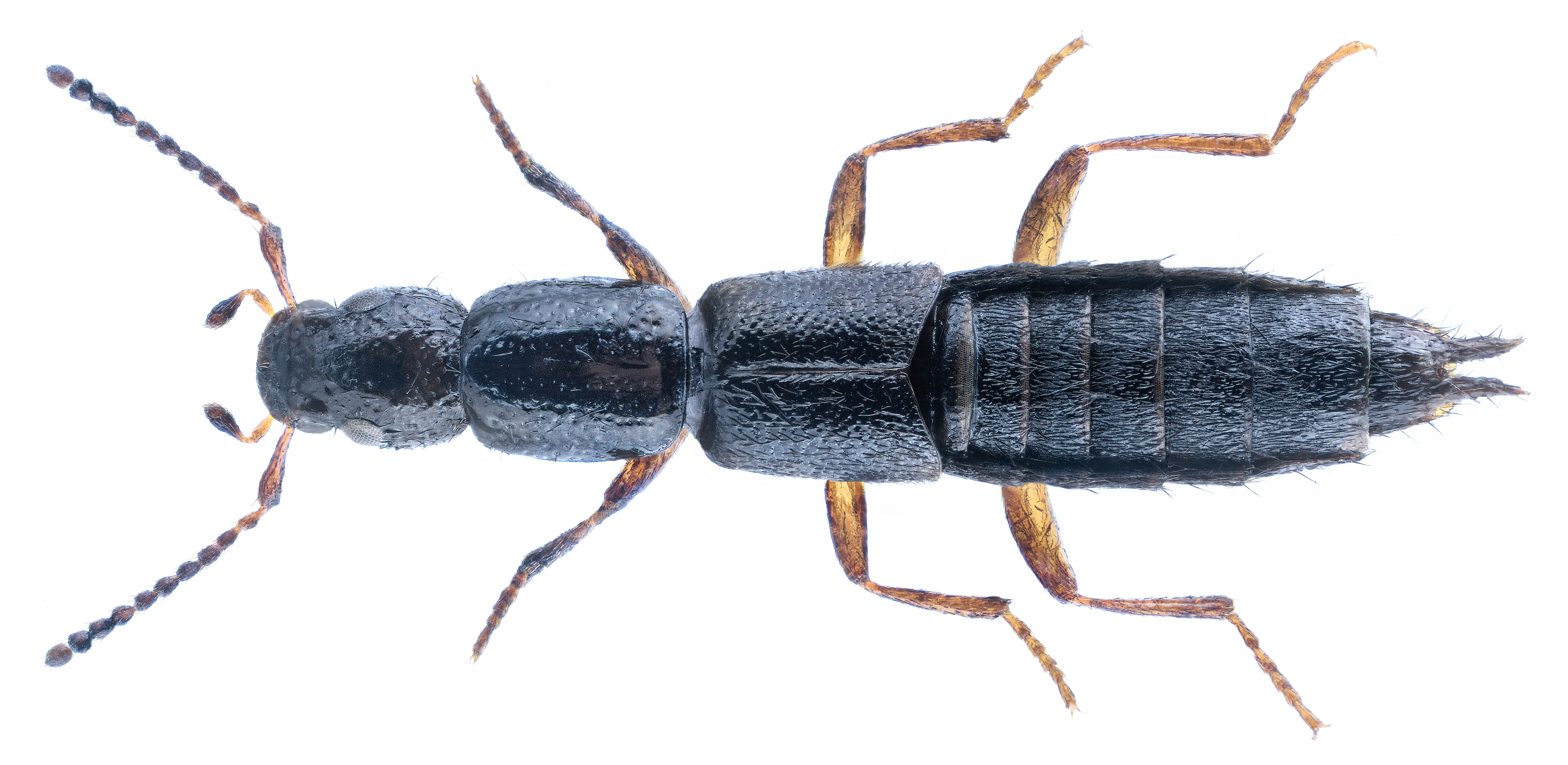
Ochthephilum fracticorne

Paederinae (лат.) — одно из крупнейших подсемейств жуков-стафилинид. Более 6000 видов и 220 родов. Встречаются всесветно, главным образом, в тропиках и субтропиках. Древнейшие ископаемые виды обнаружены в меловых отложениях Китая и Мьянмы (бирманский янтарь). Некоторые представители могут являться причиной раздражения кожи, называемым педерус-дерматит, из-за сильнодействующего везиканта содержащегося в их гемолимфе.

## Описание
Усики прикрепляются у переднего края головы. Тарзальная формула (число члеников лапок): 5-5-5. Метакоксы задних ног узкие, треугольные.
Paederinae обитают в различных разлагающихся растительных материалах. Взрослые Paederus (у которых нормальные передние лапки) и Palaminus (у которых расширенные передние лапки) лазают по растительности. Имаго и личинки хищные. Личинки, как правило, имеют только два возраста, в то время как у Staphylininae их обычно три. Один вид Myrmecosaurus связан с муравьями Solenopsis. Известно, что личинки только одного рода (Astenus) прядут шелковистые коконы.
Некоторые представители подсемейства также широко известны под своим индонезийским названием Томкат. Три рода из трибы Paederini могут являться причиной раздражения кожи, называемым Педерус-дерматит, из-за сильнодействующего везиканта содержащегося в их гемолимфе.

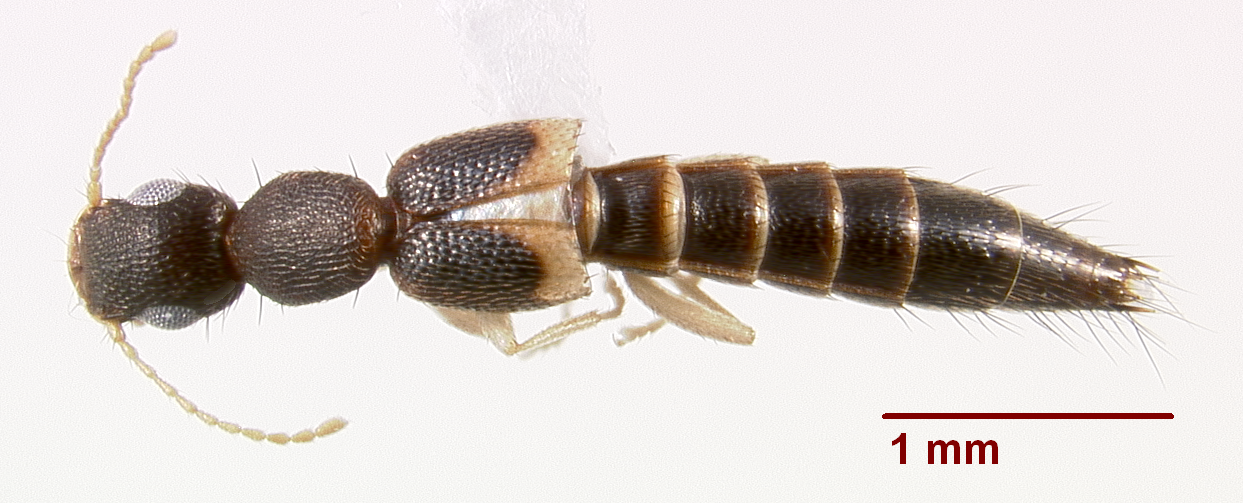
Astenus cinctus
Deroderus sp.
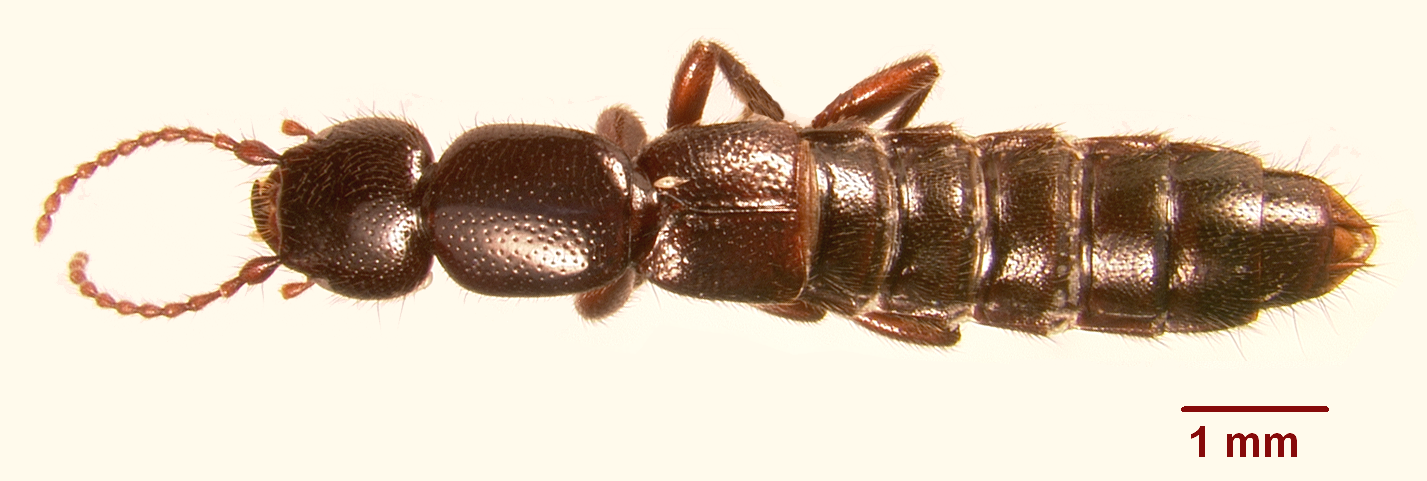
Lathroium sp.
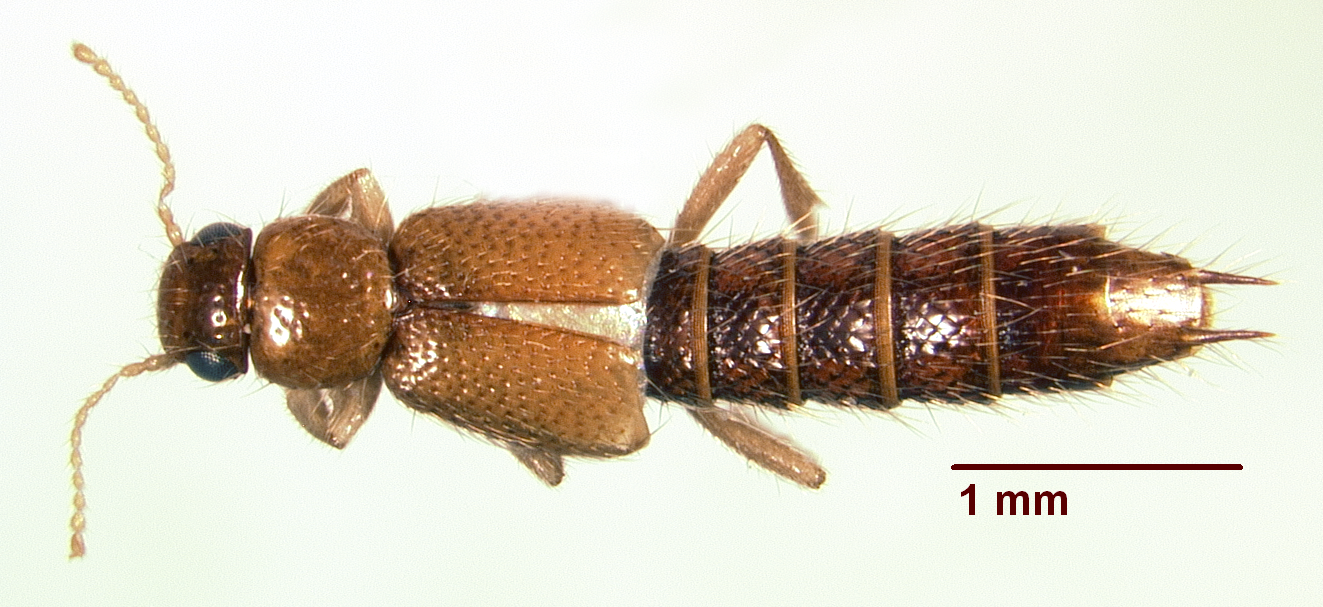
Palaminus sp.
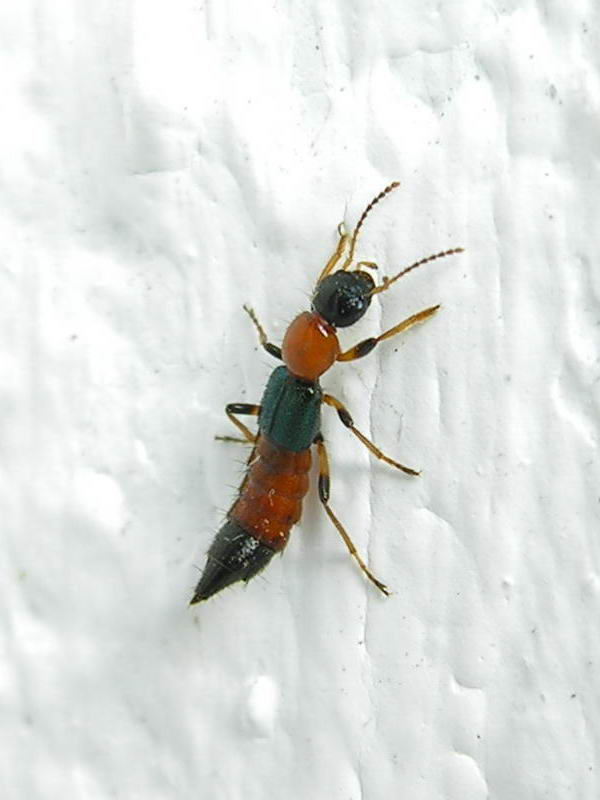
Paederus littoralis
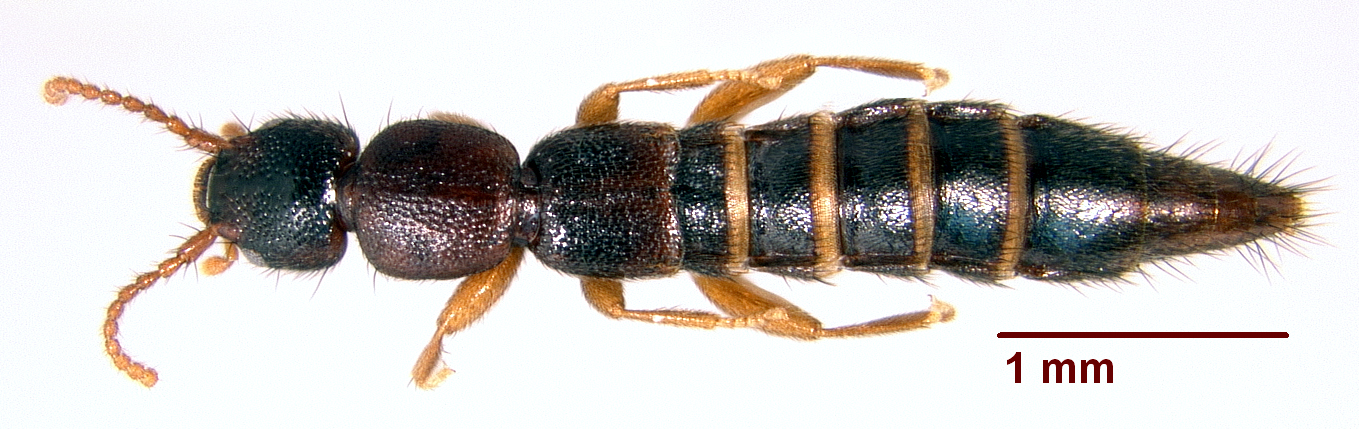
Sunius rufipes

## Палеонтология
Самая ранняя находка подсемейства, представленная родом †Mesostaphylinus, происходит из раннемеловых отложений Китая. Неописанные виды Paederinae присутствуют в меловом испанском янтаре, в нижнемеловых отложениях Бразилии и в бирманском янтаре. Представители подсемейства описывались также из балтийского янтаря.

## Систематика
Более 6000 видов. Согласно Лоуренсу и Ньютону (Lawrence, Newton, 1995), входит в состав Staphylinine-группы семейства Staphylinidae: Oxyporinae, Megalopsidiinae, Steninae, Euaesthetinae, Solieriinae, Leptotyphlinae, Pseudopsinae, Paederinae, Staphylininae.
Среди крупнейших родов: Lathrobium (~800), Paederus (~500), Astenus (~470), Scopaeus (~450 видов), Oedichirus (420), Medon (~350 видов), Nazeris (200), Lobrathium (200), Sunius (190), Leptobium (100).
- Триба Cylindroxystini (или подтриба Cylindroxystina в Paederini)[17]
  -     - Роды: Cylindroxystus — Neolindus[18][19][20]
- Триба Lathrobiini (или в составе Paederini)
  - Подтриба: Astenina
    - Роды: Astenus — Nazeris — Sclerochiton — Tetracanthognathus

  - Подтриба: Echiasterina
    - Роды: Cephalochetus — Echiaster — Haplonazeris — Malena — Myrmecosaurus — Ophryomedon — Pseudastenus — Ronetus — Santiagonius — Sclerochiton — Sphaeronum — Termitosaurus — Zonaster

  - Подтриба: Lathrobiina
    - Роды: Acalophaena — Achenium — Attaxenus — Dacnochilus — Domene — Dysanabatium — Enallagium — Ganarus — Lathrobium — Lobrathium — Micrillus — Neoscimbalium — Notobium — Paederopsis — Paulianidia — Phanophilus — Platybrathium — Platydomene — Pseudobium — Pseudolathra — Scymbalium — Scymbalopsis — Stereocephalus — Sucoca — Tetartopeus — Throbalium — Tripectenopus — Achenium[21]

  - Подтриба: Medonina:[22]
    - Роды: Acanthoglossa — Achenomorphus — Achenopsis — Argoderus — Cephisella — Charichirus — Deroderus — Ecitocleptis — Ecitomedon — Ecitonides — Eusclerus — Exomedon — Gourvesia — Hexamedon — Hypomedon — Isocheilus — Labrocharis — Leiporaphes — Lithocharis — Luzea — Lypeticus — Malaisomedon — Malayanomedon — Medomonista — Medon — Monocharis — Myrmecomedon — Neomedon — Neopimus — Neosclerus — Nesomedon — Ophiomedon — Ophioomma — Orsunius — Pachymedon — Parascopaeus — Perierpon — Pimus — Pseudomedon — Sciocharis — Scioporus — Scopobium — Stilocharis — Stilomedon — Suniotrichus — Sunius — Surdomedon — Thinocharis — Trisunius — Xenomedon

  - Подтриба: Scopaeina
    - Роды: Euscopaeus — Medome — Micranops — Orus — Scopaeomerus — Scopaeus — Typhloleleupius

  - Подтриба: Stilicina
    - Роды: Acrostilicus — Eustilicus — Lathrorugilus — Megastilicus — Pachystilicus — Panscopaeus — Rugilus — Stilicoderus — Stiliderus

  - Подтриба: Stilicopsina
    - Роды: Dibelonetes — Dibelophacis — Stamnoderus — Stilicopsis — Stiliphacis — Stilosaurus — Sunesta — Suniocharis — Suniophacis — Suniosaurus — Xenaster
- Триба Paederini
  - Подтриба: Acanthoglossina (→Medonina)
  - Подтриба: Cryptobiina[22]
    - Роды: Aderobium — Afrobium — Afrophitodum — Biocrypta — Cephalochetus — Chetocephalus — Cryptafrum — Cryptofagiella — Cryptomanum — Cryptomirea — Formicocephalus — Himalobium — Homaeotarsus — Lissobiops — Longiscapus — Matropium — Monocrypta — Nitidicryptum — Noumea — Ochthephilum — Ophitodum — Opithes — Pachycryptum — Prytocum — Pycnocrypta — Scopaeodes — Tracypum

  - Подтриба: Dicaxina[17]
    - Роды: Biocrypta — Dicax — Hyperomma — Macrodicax — Pseudocryptobium — Suniopsis

  - Подтриба: Dolicaonina[23]
    - Роды: Acaratopus — Afracus — Afroscotonomus — Dolicaon — Gnathymenus — Jarrigeus — Laavsnartius — Leptobium — Liparopus — Mimophites — Monista — Pinobius — Plathypodema — Platydolicaon — Pseudobolitocharina — Scotonomus — Scotticus — Serrolabis — Stenopholea — Sudanus — Synecitonides

  - Подтриба: Paederina:
    - Роды: Allopaederus — Ctenopaederus — Diplopaederus — Eupaederus — Lobopaederus — Madecapaederus — Megalopaederus — Oncopaederus — Oreopaederus — Pachypaederus — Paederidus — Paederus — Parameropaederus — Uncopaederus
- Триба Pinophilini Nordmann, 1837
  - Подтриба: Pinophilina
    - Роды: Araeocerus — Lathropinus — Mimopinophilus — Pinophilus — Taenodema

  - Подтриба: Procirrina Bernhauer & Schubert, 1912[24]
    - Роды: Neoprocirrus — Oedichirus — Oedodactylus — Palaminus — Paraprocirrus — Procirrus — Pseudoprocirrus — Stylokyrtus